# Carnegie-tó
A Carnegie-tó (angolul Lake Carnegie) időszakos tó Ausztráliában, Nyugat-Ausztráliában.
Nevét David Carnegie után kapta, aki az 1890-es években Nyugat-Ausztrália belsejének nagy részét felfedezte.
A tóban csak trópusi viharok okozta áradások idején van számottevő mennyiségű víz, egyébként mocsaras terület. A tavat a ritka csapadék, a környék sziklás és kötött talaja miatt nem folyók, hanem a felszíni lefolyás táplálja.